# Galium viciosorum
Galium viciosorum là một loài thực vật có hoa trong họ Thiến thảo. Loài này được Sennen & Pau mô tả khoa học đầu tiên năm 1914.